# Tunnels de Củ Chi

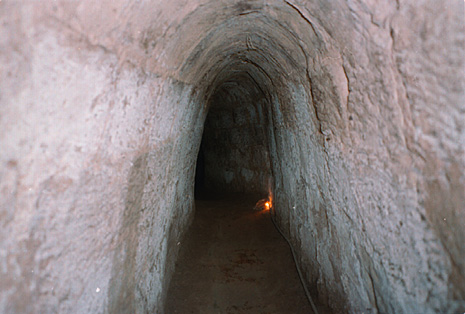
Une partie du réseau de tunnel souterrain de Củ Chi.

Les tunnels de Củ Chi sont un immense système de tunnels artificiels situés dans la zone de Củ Chi, un des cinq districts suburbains de Hô Chi Minh-Ville (Saïgon) au Viêt Nam. Ils sont situés à une quarantaine de kilomètres au nord-ouest du centre-ville et à 25 km seulement de l'aéroport Tân Sơn Nhất.

## Présentation
Initialement créés par le Viet Minh sous l'Indochine française (le réseau faisait alors une vingtaine de kilomètres), ces tunnels ont été considérablement développés lors du conflit américano-vietnamien pour atteindre environ 250 km. Il s'agissait alors d'un réseau gigantesque comprenant des galeries étroites desservant des salles semi-enterrées et des cavités plus profondes. L'accès aux tunnels se faisait par des trappes soigneusement camouflées.
Les tunnels de Củ Chi ont été le lieu de plusieurs campagnes militaires pendant la guerre du Viêt Nam, et étaient la base d'opération du Viêt Công lors de l'offensive du Tết en 1968.
Connus comme étant l'un des points d'arrivée de la Piste Hô Chi Minh, les tunnels ont été utilisés par les combattants du FNL (Viêt Cong) en tant que caches durant les combats, de voies de communication, d'approvisionnement, d'hôpitaux, de réserves de nourriture, d'armurerie et de véritables quartiers où ils ne vivaient pas au quotidien, mais utilisaient les infrastructures comme stock de matériel, point de ralliement ou ateliers de remise en état de matériel de guerre pris à l'ennemi.
L'image des tunnels comme lieux de vie est une légende diffusée par le gouvernement communiste pour glorifier les « exploits » des combattants. Au plus fort de la guerre, ils abritaient 16 000 personnes.
Ils furent déclarés par l'état-major américain comme « zone overkill », mais toutes les tentatives armées pour les neutraliser  ont échoué et aucune technique mise en œuvre ne viendra à bout de ce réseau (bombardements, défoliants, napalm, utilisation de chiens et de rats des tunnels : commandos spécialisés dans les opérations « search and destroy »).
L'importance de ce système de tunnels ne devrait pas être sous-estimée dans la résistance que le FNL a opposée aux opérations américaines. Leur rôle dans l'avantage stratégique militaire n'est pas négligeable.
La guerre qui a opposé Américains et Vietcong s'est déroulée sur deux stratégies militaires différentes. Les Vietcong menaient une guérilla d'usure et de « retardement », dont les troupes étaient composées par des paysans connaissant parfaitement le terrain.
De leur côté, les Américains menaient une guerre traditionnelle. Ils étaient préparés à être confrontés à des troupes qui se déploieraient de manière conventionnelle selon les doctrines militaires héritées de la seconde guerre mondiale.
Les moyens mis en œuvre furent démesurés et inadaptés à la situation. Le but du général Giap était de retarder les avancées  des troupes ennemies. En posant des pièges, certes rudimentaires mais efficaces (trappes artisanales), le but était d'obliger les troupes ennemies à s'occuper des blessés et être ainsi retardés dans la poursuite des Vietminh.
Les tunnels que peuvent visiter les touristes aujourd'hui ont été transformés afin que des personnes plus corpulentes que les Vietcong d'alors puissent y entrer.

## Illustrations

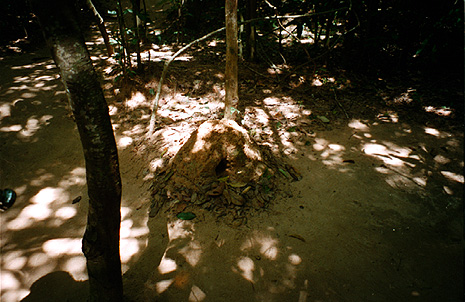
Une cheminée de ventilation déguisée en termitière.
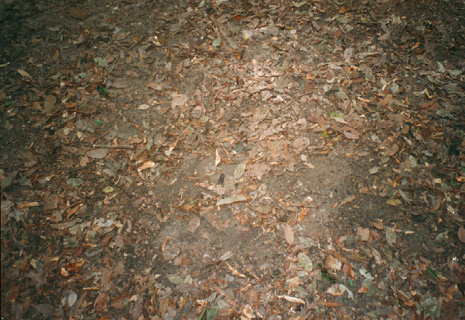
Une porte dans le sol de la jungle mène aux tunnels, fermée et camouflée, elle est presque indétectable.
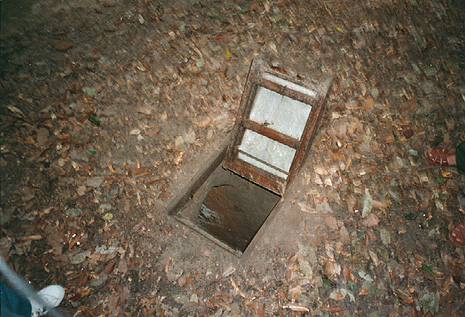
La même porte camouflée une fois ouverte.
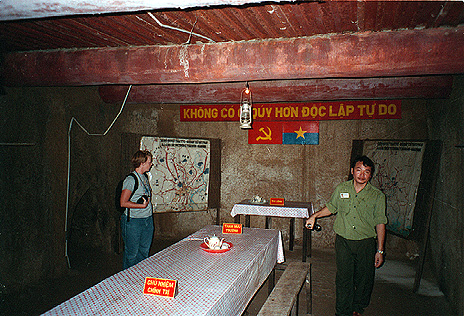
Un centre de commandement dans les tunnels.
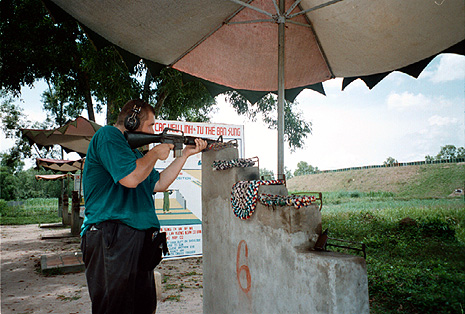
Les visiteurs peuvent simuler des échanges de coup de feu pour 2 euros la cartouche.

## Sources
- Tom Mangold et John Penycate, Les Tunnels de Cu Chi - L'incroyable histoire de la guerre souterraine au Vietnam,  Albin Michel, 1986  (ISBN 978-2226025944).
- Jérôme et Laurent Triolet, La guerre souterraine - Sous terre, on se bat aussi, Éditions Perrin, Paris, 2011.